# Ian Carey
Ian Carey (n. 13 septembrie 1975, Baltimore, America Britanică⁠(d), Regatul Marii Britanii – d. 20 august 2021, Miami, Florida, SUA) a fost un DJ de house și producător muzical din Maryland, Statele Unite. Carey este DJ din 1993, iar producător de discuri a devenit din 1998. În colaborare cu Jason Papillon ca parte a Soul Providers, primul lor single, „Rise”, a fost un hit uriaș în Europa și SUA, iar în Marea Britanie a primit certificarea Gold.
Nemulțumit de scena muzicii house din America, Carey, s-a mutat în Olanda în 2003, iar mai apoi în Spania în 2006. În 2008, Ian Carey a lansat singleul „Get Shaky” (lansat ca The Ian Carey Project), care a ajuns pe locul 2 în Australia și a ajuns în top 10 în Noua Zeelandă, Belgia și Marea Britanie.

## Discografie
| Titlu                                                                          | An   | Poziții în topuri | Poziții în topuri | Poziții în topuri | Poziții în topuri | Poziții în topuri | Poziții în topuri | Poziții în topuri | Poziții în topuri | Poziții în topuri | Poziții în topuri | Poziții în topuri | Certificări                               | Album     |
| Titlu                                                                          | An   | AUS               | AUT               | BEL               | CAN               | FRA               | GER               | IRE               | NDL               | NZ                | SWI               | UK                | Certificări                               | Album     |
| ------------------------------------------------------------------------------ | ---- | ----------------- | ----------------- | ----------------- | ----------------- | ----------------- | ----------------- | ----------------- | ----------------- | ----------------- | ----------------- | ----------------- | ----------------------------------------- | --------- |
| "The Mobtown Sound"                                                            | 2002 | –                 | –                 | –                 | –                 | –                 | –                 | –                 | –                 | –                 | –                 | —                 |                                           | Non-album |
| "It's Alright / Party Time"                                                    | 2003 | –                 | –                 | –                 | –                 | –                 | –                 | –                 | –                 | –                 | –                 | —                 |                                           | Non-album |
| "Non-Stop"                                                                     | 2004 | –                 | –                 | –                 | –                 | –                 | –                 | –                 | –                 | –                 | –                 | —                 |                                           | Non-album |
| "Drop Da Vibe" (with DJ Jani feat MC Gee)                                      | 2004 | –                 | –                 | –                 | –                 | –                 | –                 | –                 | –                 | –                 | –                 | —                 |                                           | Non-album |
| "Give Up the Funk"                                                             | 2005 | –                 | –                 | –                 | –                 | –                 | –                 | –                 | –                 | –                 | –                 | —                 |                                           | Non-album |
| "The Power"                                                                    | 2005 | –                 | –                 | –                 | –                 | –                 | –                 | –                 | –                 | –                 | –                 | 103               |                                           | Non-album |
| "Say What You Want" (with Mochico feat Miss Bunty)                             | 2005 | –                 | –                 | –                 | –                 | –                 | –                 | –                 | 96                | –                 | –                 | —                 |                                           | Non-album |
| "Lose Control"                                                                 | 2006 | –                 | –                 | –                 | –                 | –                 | —                 | –                 | –                 | –                 | –                 | —                 |                                           | Non-album |
| "Keep on Rising" (feat Michelle Shellers)                                      | 2007 | –                 | –                 | –                 | –                 | –                 | –                 | –                 | 16                | –                 | –                 | —                 |                                           | Non-album |
| "Love Won't Wait"                                                              | 2007 | –                 | –                 | –                 | –                 | –                 | –                 | –                 | –                 | –                 | –                 | —                 |                                           | Non-album |
| "Get Shaky"                                                                    | 2008 | 2                 | 33                | 57                | –                 | –                 | 46                | 9                 | 54                | 7                 | 59                | 9                 | - AUS: 2× Platină - NZ: Gold - UK: Silver | Non-album |
| "Redlight"                                                                     | 2008 | –                 | –                 | –                 | –                 | –                 | –                 | –                 | 28                | –                 | –                 | —                 |                                           | Non-album |
| "SOS"                                                                          | 2009 | –                 | –                 | –                 | –                 | –                 | –                 | –                 | –                 | –                 | –                 | —                 |                                           | Non-album |
| "Shot Caller"                                                                  | 2009 | –                 | –                 | –                 | –                 | –                 | –                 | –                 | –                 | –                 | –                 | —                 |                                           | Non-album |
| "Let Loose" (feat Mandy Ventrice)                                              | 2010 | –                 | –                 | –                 | –                 | –                 | –                 | –                 | –                 | –                 | –                 | —                 |                                           | Non-album |
| "Last Night" (feat Snoop Dogg and Bobby Anthony)                               | 2011 | 15                | –                 | –                 | 24                | –                 | –                 | –                 | 77                | –                 | –                 | —                 | - AUS: Platină - CAN: Aur                 | Non-album |
| "Amnesia" (with Rosette featuring Timbaland and Brasco)                        | 2012 | –                 | –                 | 109               | 34                | 113               | —                 | –                 | 72                | –                 | –                 | —                 | - CAN: Aur                                | Non-album |
| "—" denotes a title that did not chart, or was not released in that territory. |      |                   |                   |                   |                   |                   |                   |                   |                   |                   |                   |                   |                                           |           |